# چارلی می‌گوید
چارلی می‌گوید (فرانسوی: Selon Charlie‎) یک فیلم در سبک درام به کارگردانی نیکول گارسیا است که در سال ۲۰۰۶ منتشر شد.

## بازیگران
- ژان-پیر باکری
- بونوآ ماژیمل
- بنوآ پولورد
- گرگوار لوپرنس رانگه
- فیلیپ لوفور
- والری بنگیگی
- ونسان لندون